# Utah Film Critics Association Awards 2016
11. ročník předávání cen asociace Utah Film Critics Association se konal dne 18. prosince 2016.

## Vítězové a nominovaní

### Nejlepší film
1. La La Land
2. Moonlight

### Nejlepší režisér
1. Barry Jenkins – Moonlight
2. Damien Chazelle – La La Land

### Nejlepší adaptovaný scénář
1. Barry Jenkins a Tarell Alvin McCraney – Moonlight
2. Eric Heisserer – Příchozí

### Nejlepší původní scénář
1. Taylor Sheridan – Za každou cenu
2. Kenneth Lonegran – Místo u moře

### Nejlepší herec v hlavní roli
1. Casey Affleck – Místo u moře
2. Joel Edgerton – Loving

### Nejlepší herečka v hlavní roli
1. Emma Stoneová – La La Land
2. Ruth Negga – Loving

### Nejlepší herec ve vedlejší roli
1. Mahershala Ali – Moonlight a John Goodman – Ulice Cloverfield 10 (remíza)

### Nejlepší herečka ve vedlejší roli
1. Viola Davis – Ploty
2. Naomie Harris – Moonlight a Michelle Williamsová – Místo u moře (remíza)

### Nejlepší dokument
1. Za kamerou
2. Weiner

### Nejlepší cizojazyčný film
1. Komorná
2. Elle
3. Toni Erdmann

### Nejlepší animovaný film
1. Kubo a kouzelný meč
2. Odvážná Vaiana: Legenda o konci světa a Zootropolis: Město zvířat (remíza)

### Nejlepší kamera
1. Linus Sandgren – La La Land
2. Bradford Young – Příchozí

### Nejlepší skladatel
1. Justin Hurwitz – La La Land
2. Jóhann Jóhannsson – Příchozí